# Androliku

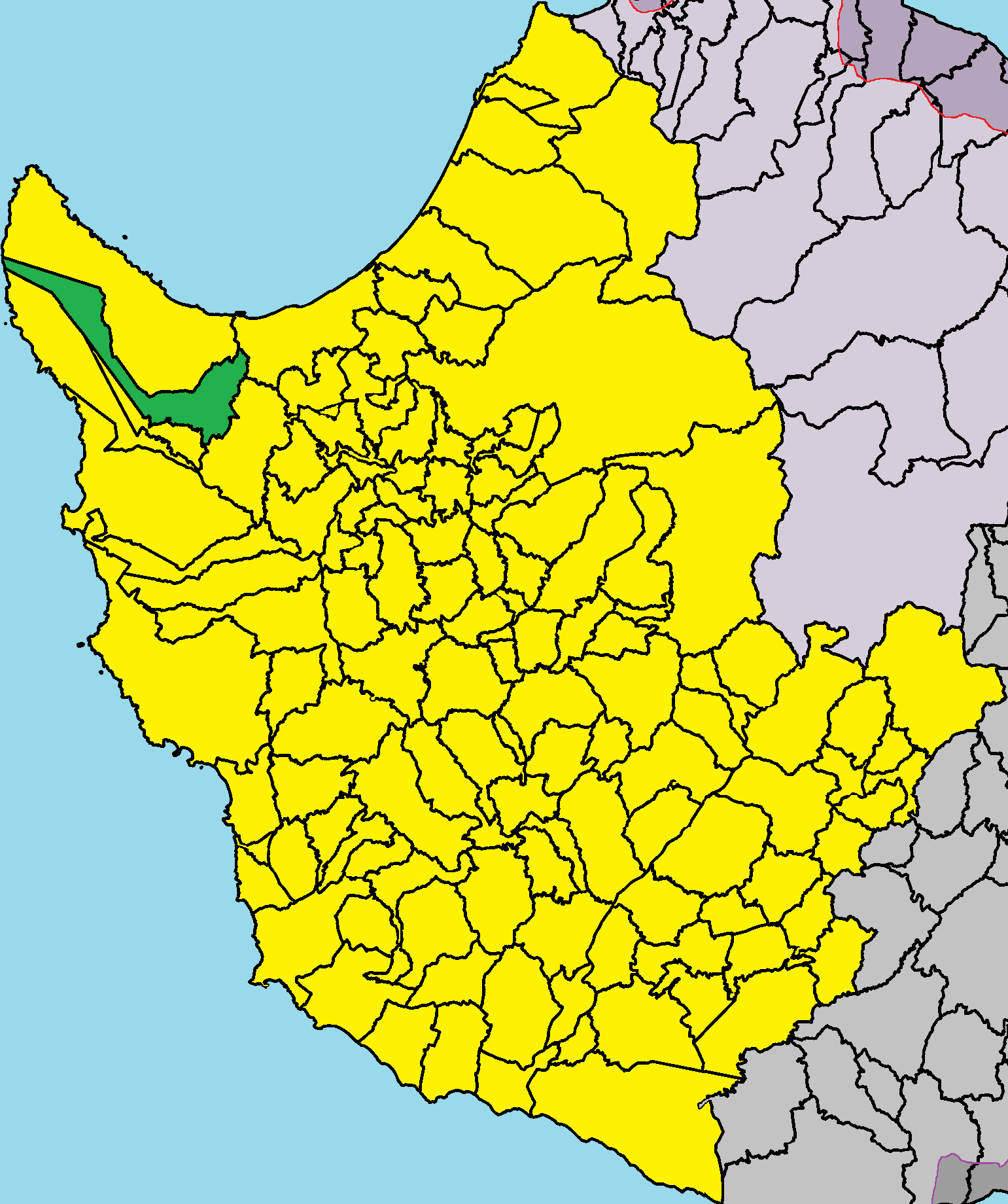
Mapa dystryktu Pafos w Republice Cypryjskiej, z zaznaczeniem Androliku na zielono

Androliku (gr. Ανδρολίκου) – wieś w Republice Cypryjskiej, w dystrykcie Pafos. W 2011 roku liczyła 34 mieszkańców.